# صندلی‌راحتی میس
صندلی‌راحتی میس (به ایتالیایی: Poltrona Mies)؛ توسط گروه آرکیزوم آسوچاتی برای دامن زدن به بحثی که در آن سال‌ها (اواخر دههٔ شصت میلادی) در مورد معماری و طراحی ادامه داشت، به عنوان واکنشی به موج نوستالژی که با گرایش‌های گذشته‌نگر و در نتیجه محافظه‌کارانه خود را نشان داد، ایجاد شد.
چندین شرکت ایتالیایی در آن سال‌ها متعهد به تولید مجدد مبلمان کلاسیک مدرن بودند. اول از همه دینو گاوینا بود که در سال ۱۹۶۲ میلادی تولید صندلی واسیلی مارسل بروئر را با شرکت خود آغاز کرد و در سال ۱۹۶۴ میلادی شرکت کاسینا حقوق مبلمان لوله‌ای شکل لو کوربوزیه را به دست آورد. همان شرکت نول که در سال ۱۹۶۹ میلادی شرکت گوینا را تصاحب کرده بود، تولید مجموعهٔ میس فان در روهه را گسترش داد.